# Dapu (köping i Kina, Hunan)
Dapu (kinesiska: 大浦, 大浦镇) är en köping i Kina. Den ligger i provinsen Hunan, i den södra delen av landet, omkring 130 kilometer söder om provinshuvudstaden Changsha. Antalet invånare är 49253. Befolkningen består av 23 841 kvinnor och 25 412 män. Barn under 15 år utgör 19,0 %, vuxna 15-64 år 69 %, och äldre över 65 år 10,0 %.
Genomsnittlig årsnederbörd är 1 658 millimeter. Den regnigaste månaden är maj, med i genomsnitt 253 mm nederbörd, och den torraste är oktober, med 28 mm nederbörd.